# 크로노스 (시간의 신)

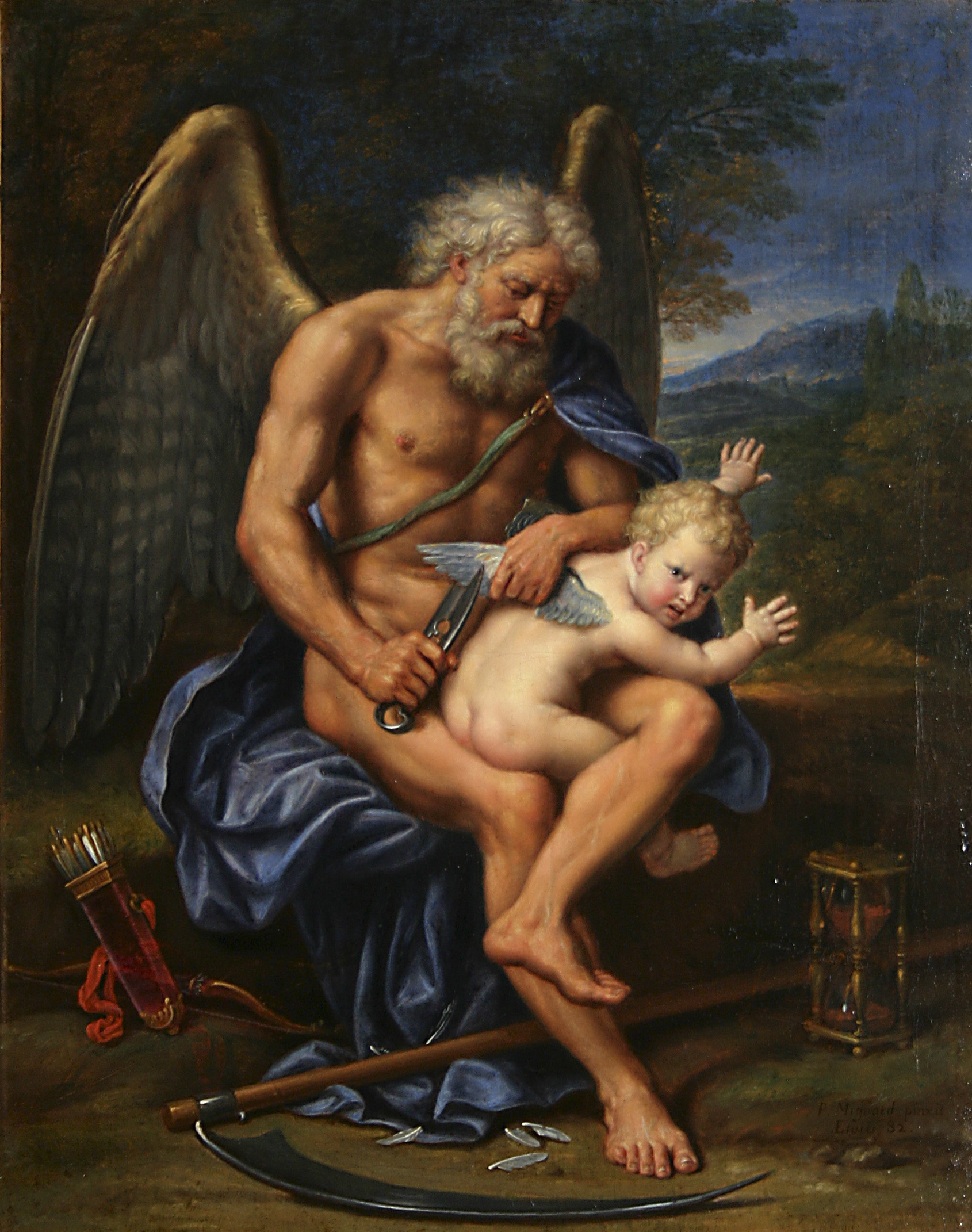
크로노스

크로노스(고대 그리스어: Χρόνος, 영어: Chronos, Khronos, Chronus)는 그리스 신화와 소크라테스 이전의 그리스 철학에서 시간을 의미하는 단어로 그 이름 자체가 '시간'이란 뜻이며 그리스 태초신 중의 하나이다. 만물과 창조의 지모신이자 태초의 어머니신이면서도 여신인 가이아한테서 태어났다. 티탄인 농경의 신 크로노스(Κρόνος)와는 다른 신이다.
크로노스는 보통 형태가 따로 없는 무형의 신으로 묘사되거나 형태가 있는 경우 긴 수염을 가진 늙은 노인의 모습으로 묘사된다. 영어의 '크라니클(chronicle: 연대기)', '크러날러지(chronology: 연대학)' 등 시간과 관계 있는 단어들의 어원이 바로 이 크로노스에서 나왔다.

## 같이 보기
- 크로노스: 티탄족이자 제우스의 아버지
- 카이로스 - 신의 시간 (참고로, 크로노스는 인간의 시간)